# Molbiszcza
Molbiszcza (ros. Мольбища) – wieś w Rosji, w rejonie wołogodzkim obwodu wołogodzkiego. W 2010 r. mieszkała tam tylko jedna osoba.